# Павленко, Владислав Александрович
Владислав Александрович Павленко (16 мая 2001 года) — российский футболист, защитник.

## Карьера
Воспитанник центра образования «Чертаново». В сезоне 2018/19 выступал за вторую команду москвичей в ПФЛ. Позднее переехал в Кыргызстан, где он заключил контракт с "Алга". Всего в местной Премьер-Лиге защитник провел за клуб три матча, в которых забил один гол.

## Достижения
- Бронзовый призер Чемпионата Кыргызстана (1): 2019.